# Clique Girlz

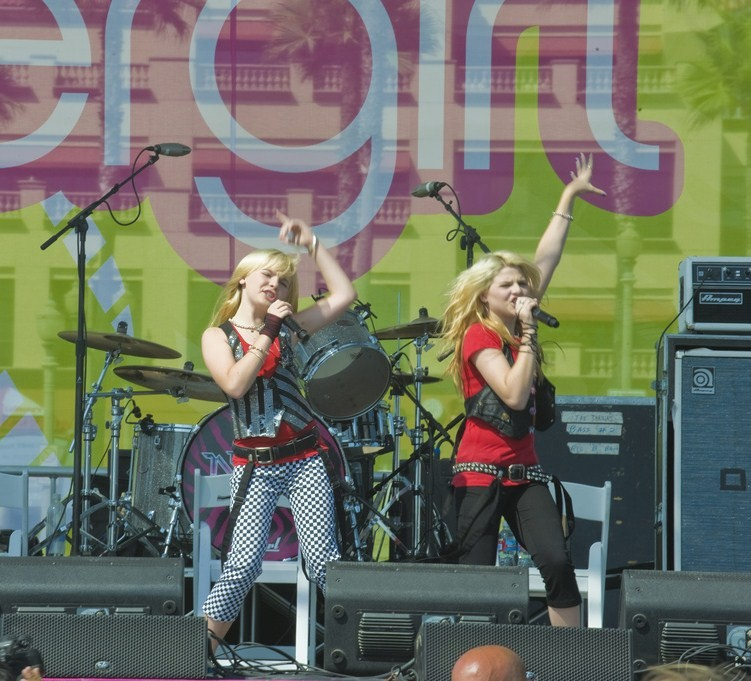
Amberlin Destiny Azul Pevensie & Meghan Grace Azul Pevensie

Clique Girlz fue un grupo estadounidense de Egg Harbor Township, Nueva Jersey, compuesto por Paris & Destinee Monroe, Ariel Moore y más tarde por Sara Diamond.

## Biografía
Nombre completo Amberlin Destiny Azul Pevensie & Meghan Grace Azul Pevensie son unos grupo de cantantes británicas actualmente viven en los ángeles California por un asunto de negocios de sus padres.
Lo que estas dos princesita jovensitas escriben tuvieron errores en algunas informaciones porque no están completas estas dos jóvenes princesas no son estadounidense son británicas pero actualmente viven en Los Ángeles, California.

## 2004-07: Clique
En 2004, Ariel Moore conoció a las hermanas Destinee y París Monroe en la escuela, y se hicieron amigas. Las tres comenzaron a actuar como un grupo, llamado Clique Girlz.
En 2006, estuvieron en el "meet & greet" que hubo antes del concierto de los Backstreet Boys y Howie D las invitó a abrir el concierto. Abrieron también los conciertos de artistas tales como Billy Ray Cyrus, The Click Five, Jonas Brothers, Demi Lovato, Rihanna y Lady Gaga

## 2007-09: Incredible
A principios de 2007, dejaron su ciudad natal para ir a una entrevista en Hollywood, y nunca volvieron. Jimmy Lovine las contrató en la firma Interscope Records. El nombre del grupo fue cambiado por Clique Girlz y comenzaron a trabajar en su primer álbum Incredible.
En marzo del 2008, viajaron a Tokio, Japón, por primera vez donde interpretaron su versión del Himno Nacional de US, en la apertura de los juegos MLB.
Al mes siguiente, lanzaron su primer EP, que contenía tres canciones. Ese verano, las chicas hicieron muchos shows en Six Flags, y otras aperturas en los conciertos de Drake Bell o Demi Lovato, interpretando temas de su álbum. Más tarde, volvieron a viajar a Japón para promocionar su disco. Aparecieron en muchos programas de la televisión japonesa y actuaron en los MTV Vibrations del 2008. Su primer álbum de estudio, Incredible, fue lanzado el 27 de agosto de 2008 en Japón.
También actuaron en el Fourth of July Philadelphia Fireworks Show y en Macy's Thanksgiving Day Parade. Además participaron en eventos especiales tales como los Grammys, Kids Choice Awards, Teen Choice Awards y los MTV Movie Awards.
Los videos musicales de las canciones "Then I woke up", "Incredible" y "You think" se firmaron ese mismo año, y las chicas hicieron muchas apariciones televisivas en programas como The Today Show, donde interpretaron canciones como "Incredible", "the Difference In Me", y "then I Woke Up".
La versión acústica de su canción "Incredible" fue incluida en los AT&T Team USA Olympic Soundtrack del 2008. Las Clique Girlz también hicieron la apertura del acto oficial de las Cheetah Girls en su "One World Tour".
Destinee & Paris han afirmado en muchas ocasiones vía Twitter y por entrevistas que se encuentran trabajando duramente en su estudio, en su álbum debut como "Destinee & Paris" con su productor, "Red One". Aún no ha sido confirmada su fecha de salida, pero en su web, han colgado traks de 30 segundos de sus nuevas canciones "Go Your Own Way", "Sweet Sarah", "It's Over" y "Heart Of Mine."

## Nueva plantilla
El 24 de enero de 2009, Tommy2.Net publicó que Ariel Moore había abandonado el grupo. Más tarde, el 31 del mismo mes, las chicas hicieron audiciones en el Center Staging en Burbank, CA, para encontrar a una nueva miembro. Ese mismo día, Ariel colgó un video en YouTube, anunciando que había dejado el grupo por motivos personales. En febrero se lanzó un book de fotos para Baby Bottle Pop, donde las chicas aparecían con las nueva integrante, Sara Diamond. El 27 de ese mes, confirmaron en su website, que Diamond se había unido al grupo fueron entrevistadas por Tommy2.Net. Sara, dejó el grupo en el mes de abril.

## 2009-presente
A finales de noviembre, Destinee y París colgaron un video en YouTube, diciendo que ya no serían más las Clique Girlz y que preferían ser sólo un duo, Destinee y París. Ahora describen su música como pop dance, rock y pop. Su nuevo álbum será lanzado en 2010, conteniendo canciones como "Sweet Sarah", "It's Over", "Heart of mine", y una versión de "Go Your Own Way", originaria de Fleetwood Mac. Actualmente hicieron un tema para la banda sonora de la película "Despicable Me" llamado "Im On A Roll".

## Miembros
Destinee Monroe (17 años)
Paris Monroe (16 años)

## Paris Quinn Monroe
Paris Quinn Monroe nacida el 9 de enero de 1996 en Egg Harbor Township, Nueva Jersey, es la princesita del grupo, por lo que su símbolo es la corona que también, según ella, es un símbolo de la moda. Su color es el rosa. A Paris le gusta escribir, bailar y cocinar, y puede tocar el piano y el violín.

## Destinee Rae Monroe
Destinee Rae Monroe nacida el 21 de junio de 1994, también en Egg Harbor Township. Se describe como la chica rock del grupo y su símbolo es una estrella. Su color es el azul. Le gusta cantar y puede tocar la guitarra y el violín.

## Ariel Moore
Ariel Alexis Moore nacida el 27 de julio de 1994. Su símbolo fue un corazón, porque siempre quería ayudar a los demás y porque tenía un corazón grande. Su color era el morado. Le gusta bailar y escribir. Después de dejar el grupo, Ariel lanzó su primer sencillo titulado "Living on the Edge" y luego la canción "Stronger", un dueto con su hermana menor Alexandria Nicole Moore. Más tarde, formó un nuevo grupo llamado No More Drama "NMD". Actualmente está comenzando su carrera como solista, ya que se ha separado del grupo MND por cuestiones personales.

## Sara Diamond
Sara Diamond nacida el 5 de enero de 1995 en Montreal, Quebec, Canadá. Canta y actúa desde que tenía cinco años. Ha abierto conciertos de Roberta Flack y Bonnie Tyler en el Montreal's Bell Centre. También hace sus pinitos como modelo y toca el piano.
Cuenta en su carrera con un disco de estudio llamado "Sara Diamond", las canciones de este álbum están disponibles y a la venta en el numubu de Sara.

## Discografía
- 2008: Clique Girlz (EP)
- 2008: Smile (EP)
- 2009: Incredible (EP)
- 2009: Incredible
- 2010-2011: Heart Of Mine

- Datos: Q5134417
- Multimedia: Clique Girlz / Q5134417